# Harriet Ryd
Harriet Sofia Ryd, född 13 januari 1928 i Stockholm, död 26 september 2022 i Bromma distrikt, var en svensk ingenjör. Hon blev Kungliga Tekniska högskolans första kvinnliga professor.
Ryd, som var dotter till civilingenjör Edvard G. Ryd och folkskollärare Harriet M. Remmer, avlade civilingenjörsexamen vid Kungliga Tekniska högskolan 1952, blev Master of Science vid Massachusetts Institute of Technology 1955 och teknologie licentiat vid Kungliga Tekniska högskolan 1966. Hon var anställd vid Hemmens forskningsinstitut 1952–1953, Försvarets Fabriksverk 1953–1956, Kungliga Tekniska högskolan 1956–1962, Statens institut för byggnadsforskning 1962–1971 och blev professor vid Kungliga Tekniska högskolan 1971. Hon var ledamot av statliga utredningar, sakkunnig i uppdrag och var dekanus för arkitektursektionen vid Kungliga Tekniska högskolan 1979–1984. Hon bedrev forskning om värmeförhållanden, byggnaders klimatanpassning och upplevelse av arkitektur.  
Harriet Ryd blev professor i Arkitektur och formlära på KTH 1971. Som den första kvinnliga professorn inom en mansdominerad sektor, såväl i högskolevärlden som byggbranschen, var hon pionjär.  Att hon dessutom arbetade aktivt för jämställdhet inom akademin gjorde henne till förebild för kvinnor, särskilt unga arkitekter och arkitekturstuderande. Ryd var engagerad i nätverket Malvina, där hon delade med sig av positiva erfarenheter som forskare inom teknikvetenskaper till kvinnliga studenter på KTH.  
Harriet Ryd var även aktiv inom kvinnoforskningen och deltog på många seminarier och evenemang inom området. Hon är begravd på Norra begravningsplatsen utanför Stockholm.